# Кедре
Ке́дре (ест. Kedre küla) — село в Естонії, у волості Ляене-Ніґула повіту Ляенемаа.

## Населення
Чисельність населення на 31 грудня 2011 року становила 15 осіб.

## Географія
Через населений пункт проходить автошлях 11230 (Гар'ю-Рісті — Ріґулді — Винткюла).

## Історія
Під час адміністративної реформи 1977 року село Кедре було ліквідовано, а його територія відійшла до сусідніх сіл. З 1998 року село відновлено як окремий населений пункт.
До 27 жовтня 2013 року село входило до складу волості Таебла.